# Aleksandra Savel'eva
Aleksandra Vladimirovna Savel'eva (in russo: Алекса́ндра Влади́мировна Саве́льева; Mosca, 25 dicembre 1983) è una cantante, modella, attrice e presentatrice televisiva russa.

## Biografia
Aleksandra Savel'eva nasce a Mosca da una famiglia di economisti; dimostra fin da bambina attitudine alla musica e allo sport. Dall'età di 5 anni studia in una scuola di pattinaggio artistico con Irina Moiseeva arrivando a essere accettata nel gruppo della riserva olimpica, ma dopo due anni di allenamento, Savelieva lascia lo sport.
Studia in una scuola specializzata in folklore e si esibisce nell'ensemble folcloristico Kuvichki; l'ensemble ha tenuto concerti e partecipato a vari concorsi in tutta la Russia.
Parallelamente ai suoi studi presso nella scuola di folklore, studia anche musica alla scuola Dunaevsky presso il dipartimento di pianoforte e dipartimento di fiati (flauto). Si laurea in entrambi i corsi con il massimo dei voti.
Nel 1999 entra all'Accademia russa di musica Gnesin, dove si è diplomata nel 2011 come produttore professionista.
Nel 2002 partecipa a Fabrika Zvëzd ed è co-fondatrice delle Fabrika, gruppo musicale di successo che lascerà nel 2019.